# Mike Wilds

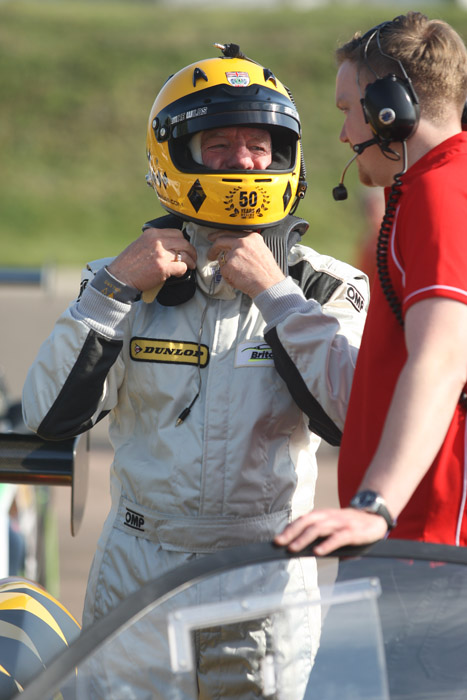
Mike Wilds in 2016

William Michael (Mike) Wilds (Chiswick, Londen, 7 januari 1946) is een Britse autocoureur, die enkele malen aan Formule 1-races deelnam.

## Carrière
Eind jaren zestig en begin jaren zeventig behaalde Wilds de nodige successen in Formule Ford en Formule 3-races. Vanaf 1974 reed hij in de Formule 1 met een privé March en een Ensign. Pas bij zijn vijfde race, de Grand Prix van de Verenigde Staten, kwalificeerde hij zich voor het eerst, maar had hij te veel ronden achterstand om te worden geklasseerd.
In 1975 reed hij twee races voor het ver teruggevallen voormalige topteam BRM en nadat hij zich een jaar later met een privé Shadow niet had gekwalificeerd voor zijn thuisrace op Brands Hatch, nam Wilds afscheid van de Formule 1 en ging in andere klassen racen.